# Митна ідентифікація культурних цінностей
Митна ідентифікація культурних цінностей є важливою складовою технології митного контролю за переміщенням через кордон об'єктів культури, що передбачає ідентифікацію (ототожнення, уподібнення) поданих до контролю об'єктів за їх описом у дозвільних документах, які видаються центральним органом виконавчої влади, яка реалізує державну політику у сфері вивезення, ввезення та повернення культурних цінностей.

## Нормативно-правові засади митної ідентифікації культурних цінностей
Підставою для вивезення/тимчасового вивезення культурних цінностей за межі митної території України є Свідоцтво на право вивезення (тимчасового вивезення) культурних цінностей, видане центральним органом виконавчої влади, що реалізує державну політику у сфері вивезення, ввезення та повернення культурних цінностей. Вивезення культурних цінностей без цього свідоцтва забороняється. Зразок свідоцтва на право вивезення (тимчасового вивезення) культурних цінностей затверджується Кабінетом Міністрів України.  Порядок митного контролю за переміщенням культурних цінностей через митний кордон України регулюється Наказом   Міністерства культури і мистецтв України N 258 від 22.04.2002  Про затвердження Інструкції про порядок оформлення права на вивезення, тимчасове вивезення культурних цінностей та контролю за їх переміщенням через державний кордон України: Під час  здійснення  контролю  мистецтвознавець  (у разі його наявності)  та  посадова  особа митного  органу  звіряють  подані культурні  цінності  з  інформацією, що  міститься у свідоцтві та доданих до нього переліку і фотографіях, оформлених відповідно до вимог, визначених у пунктах 2.1,  3.4,  3.5 Інструкції.
У Свідоцтві (п. 4) зазначено ті наперед задані критерії, за якими посадова особа митного органу має ототожнити подану до контролю культурну цінність: Кількість  (словами), опис  (із  зазначенням  назви, техніки виконання, використання  матеріалу, розміру, дати виконання) предметів, що вивозяться. П.6 Свідоцтва додає ще один критерій — страхову оцінку предметів, що вивозяться.

## Проблемні аспекти митної ідентифікації культурних цінностей
Зазначені у Свідоцтві ознаки — критерії, за якими має здійснюватися ідентифікація-ототожнення є скоріш атрибуційними, аніж ідентифікаційними, отже можуть бути перевірені лише фахівцем-мистецтвознавцем (який не входить до штату митних пунктів пропуску), а не посадовою особою митного органу, де здійснюється контроль. За таких умов митна ідентифікація не досягає головної мети: однозначного розпізнання об'єкту.
Як правило, до культурних цінностей рідко можна застосувати і більшу частину зазначених у Частині 2 Статті 326 Митного Кодексу України форм ідентифікації як руйнівних: Забезпечення ідентифікації здійснюється шляхом накладення митних забезпечень: одноразових номерних запірно-пломбових пристроїв, пломб, печаток, голографічних міток, нанесення цифрового, літерного чи іншого маркування, ідентифікаційних знаків, проставляння штампів, взяття проб і зразків, складання опису товарів, транспортних засобів комерційного призначення, креслень, масштабних зображень, виготовлення фотографій, ілюстрацій, використання товаросупровідної документації тощо.

## Методика митної ідентифікації культурних цінностей, розроблена в УМСФ
Виявлення недосконалості діючого механізму митного контролю за переміщенням через митний кордон України культурних цінностей зумовило розробку в лабораторії ідентифікації культурних цінностей Академії митної служби  (з 2014 р — Університет митної справи та фінансів — УМСФ.) оригінальної, унікальної методики опису, ідентифікації та  реєстрації культурних цінностей, базові принципи якої було викладено у статтях і двох підручниках автора  методики — завідувачки кафедри  гуманітарної підготовки, філософії та митної ідентифікації культурних цінностей УМСФ  професорки Калашникової О. Л.

### Програмно-інформаційний комплекс «Переміщення культурних цінностей».
Новаторську методику опису культурних цінностей творчий колектив кафедри гуманітарної підготовки, філософії та митної ідентифікації культурних цінностей УМСФ використав при створенні «Ідентифікатора культурних цінностей», що було покладено в основу Програмно-інформаційного комплексу (далі — ПІК) «Переміщення культурних цінностей». Розроблений кафедрою спільно з департаментом інформаційних технологій та статистики Митної служби України ПІК спрямований на виконання рекомендацій ЮНЕСКО, ICOM та Всесвітньої митної організації (ВМО) щодо уніфікації процесу реєстрації, ідентифікації та забезпечення збереження світової культурної спадщини. ПІК враховує міжнародні стандарти реєстрації та опису культурних цінностей: Облікова ідентифікаційна картка предмета(Object ID): A Model of Global Collaboration; Сертифікат на експорт об'єктів культури  (Model export certificate for cultural objects); Стандартна експортна ліцензія ЄС (STANDARD EXPORT LICENCE).
Програмно-інформаційний комплекс «Переміщення культурних цінностей»  створений для накопичення інформації щодо обліку культурних цінностей, що переміщуються через митний кордон України, а також забезпечення можливості здійснювати пошук цієї інформації  за певними реквізитами і має наступні функціональні можливості:
-        введення інформації щодо обліку культурних цінностей, що переміщуються через митний кордон України, та завантаження пов'язаних з нею необхідних робочих файлів;
-        пошук та перегляд інформації за визначеними реквізитами;
-        перегляд наявних в базі даних пов'язаних з визначеними культурними цінностями матеріалів.
Основою ПІК є електронні реєстраційно-ідентифікаційні форми, де враховано міжнародний стандарт детального опису видимих ознак об'єкту культури, зафіксований в Обліковій ідентифікаційній картці предмета — Object ID, у запропонованому ЮНЕСКО та ВМО міжнародному  Сертифікаті на експорт об'єктів культури — Model export certificate for cultural objects, у Експортній ліцензії країн ЄС — STANDARD EXPORT LICENCE.
Розроблена очолюваною проф. Калашниковою О. Л. творчою групою кафедри гуманітарної підготовки, філософії та митної ідентифікації культурних цінностей УМСФ методика та електронні реєстраційно-ідентифікаційні форми, що стали основою ПІК «Переміщення культурних цінностей», використовується СБУ, МВС України, Митною службою України. Запропонована УМСФ методика митної ідентифікації та реєстрації культурних цінностей сприяє вирішенню завдання, що було поставлено ЮНЕСКО на Третій нараді держав-участниць Конвенції ЮНЕСКО про заходи, спрямовані на заборону і запобігання незаконному ввезенню, вивезенню та передачі права власності на культурні цінності (Париж,18-20 травня 2015 р.): у Звіті Секретаріату про термінові заходи  висунуто вимогу «створити актуальну і точну національну систему реєстрів культурних цінностей» кожної з країн-учасниць. На шляху виконання рекомендацій
ЮНЕСКО та ВМО  розробка єдиного для різних служб держав-учасниць Конвенції стандарту опису та реєстрації культурних цінностей є нагальним завданням для України задля успішного функціонування національної системи  збереження та охорони культурної спадщини на міжнародному рівні. 